# Hospital José Nestor Lencinas
El Hospital José Nestor Lencinas es un hospital público de la ciudad de Godoy Cruz (Mendoza).

## Historia
El Hospital fue inaugurado el 25 de mayo de 1922 y el diseño del nosocomio estuvo a cargo del arquitecto Raúl Álvarez.
Sus especialidades son Fisiatría y Tocoginecología.